# 규장질

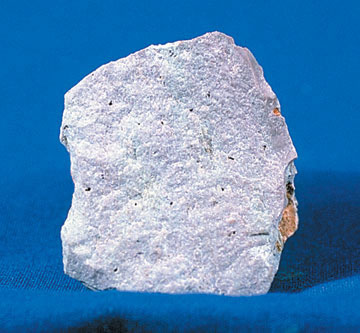
대표적 규장질 암석인 유문암의 모습.

규장질(硅長質, felsic)은 지질학에서 규소, 산소, 알루미늄 등이 풍부한 조암광물로 이루어진 암석이다.  규소와 장석을 합하여 만들어진 단어인 규장질은 암석이나 마그마에 포함되어 있는 성분 가운데 규소, 산소, 알루미늄, 나트륨 및 칼륨 등으로 구성되어 밝은 색을 띄는 성분을 가리킨다. 비중은 3 이상이다. 일반적인 규장질 광물로는 석영, 백운모, 정장석 및 나트륨이 풍부하게 함유된 사장석 등이 있다.
근대 이후 유문암과 같이 이산화규소가 63% 이상 함유된 화성암을 가리키는 산성암과 동의어로 쓰이기도 한다.

## 규장질 암석의 분류

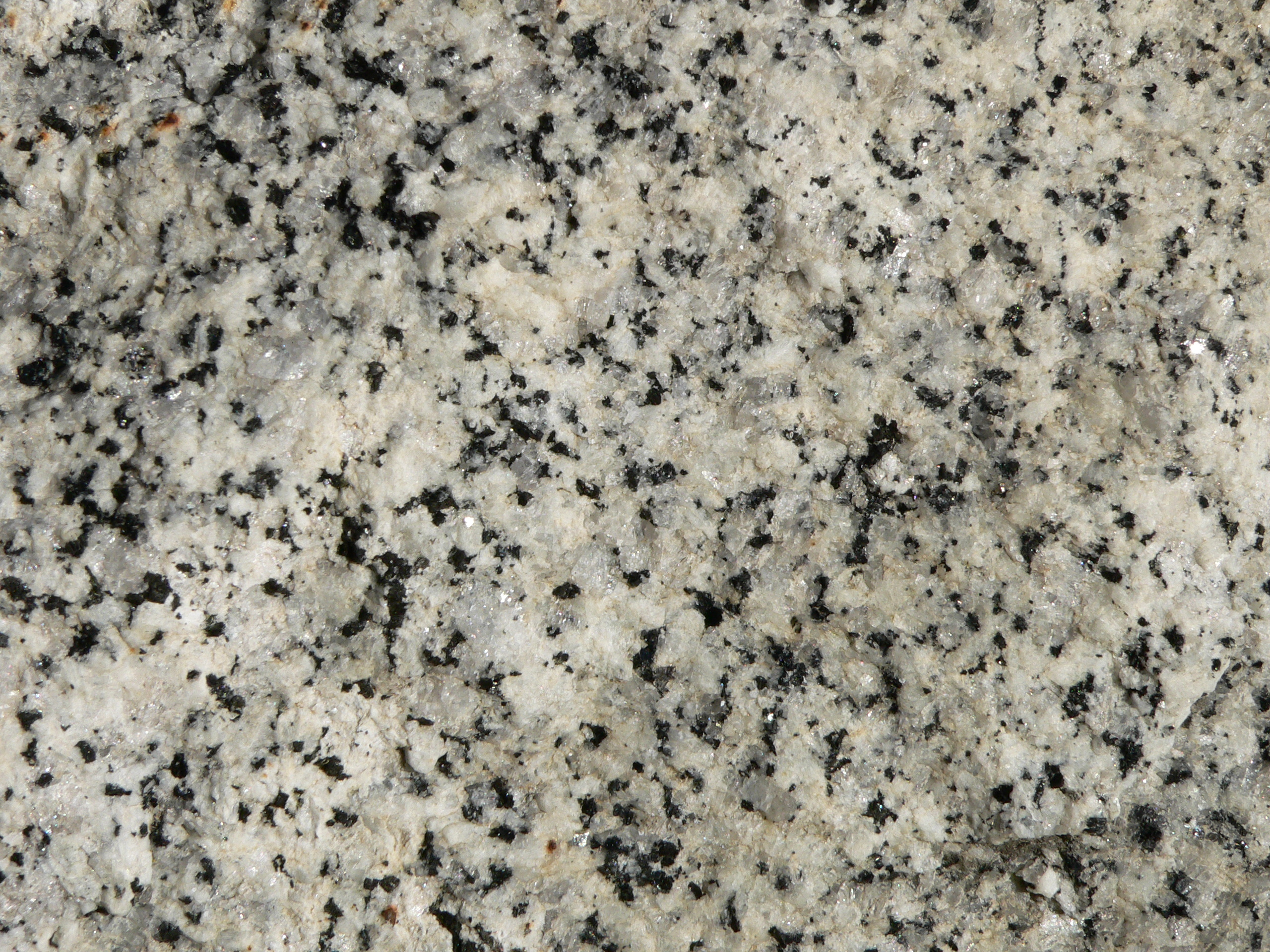
요세미티 국립공원의 화강암 확대 사진

75%이상의 규장질을 함유하고 있는 석영, 백운모, 정장석 등을 규장질 암석이라 한다. 특히 규장질이 90%이상 함유된 암석을 우백질 암석이라 하며 규장석이 대표적이다. 우백질의 화성암은 보다 세분하여 분류할 수 있다.
규장질 화산암이 휘석이나 각섬석 등의 고철질 반정(斑晶)을 포함하는 경우도 있다. 이 경우에는 포함하고 있는 부성분에 따라 "각섬석질규장암"과 같이 이름짓는다.
규장질 암석의 화학명은 르 마이트르가 1975년 정의한 TAS 분류법을 따른다. 이러한 분류법은 화성암에만 적용한다. 변성암에 규장질이 포함될 경우는 편암이라 한다.
결정을 눈으로 관찰할 수 있는 현정질의 규장질 암석은 QAPF 다이어그램을 이용하여 분류할 수 있다. 이 경우 암석의 이름은 화강암 명명법을 따른다. 석영섬록암에 휘석과 같은 고철질의 반정이 포함되었을 경우 "휘석질석영섬록암"과 같이 표기한다. 몬조나이트와 같이 이미 이름이 굳어진 것은 그대로 부르기도 한다.
화성암은 결정의 형태에 따라 거정질, 현정질, 반암, 비현정질 등으로 불리기도 한다.

## 같이 보기
- 화성암
- 화산암
- 화강암
- QAPF 다이어그램
- 조암광물

## 참고 문헌
- Le Maitre, L.E., ed. 2002. Igneous Rocks: A Classification and Glossary of Terms 2nd edition, Cambridge.